# Complexe de la Fédération
Le Complexe de la Fédération (en russe : Комплекс Федерация) est un complexe de bureaux situé dans le quartier d'affaires de Moskva-City à Moscou (Russie), composé de deux tours distinctes.
La tour Ouest, ou Zapad Tower s'élève à 243 mètres et a été terminée en 2008. 
La tour Est, ou Vostok Tower, atteint 373 mètres. Inaugurée en 2016, c'est alors le plus haut gratte-ciel de Russie. La tour possède 95 étages. Durant la construction, plusieurs modifications successives ont eu lieu en raison de la crise ; le projet devait initialement comporter une antenne qui aurait porté sa hauteur à plus de 500 mètres. En 2012, un incendie a retardé les travaux qui auraient dû se terminer en 2015.